# 第3軍に対するパットンの演説

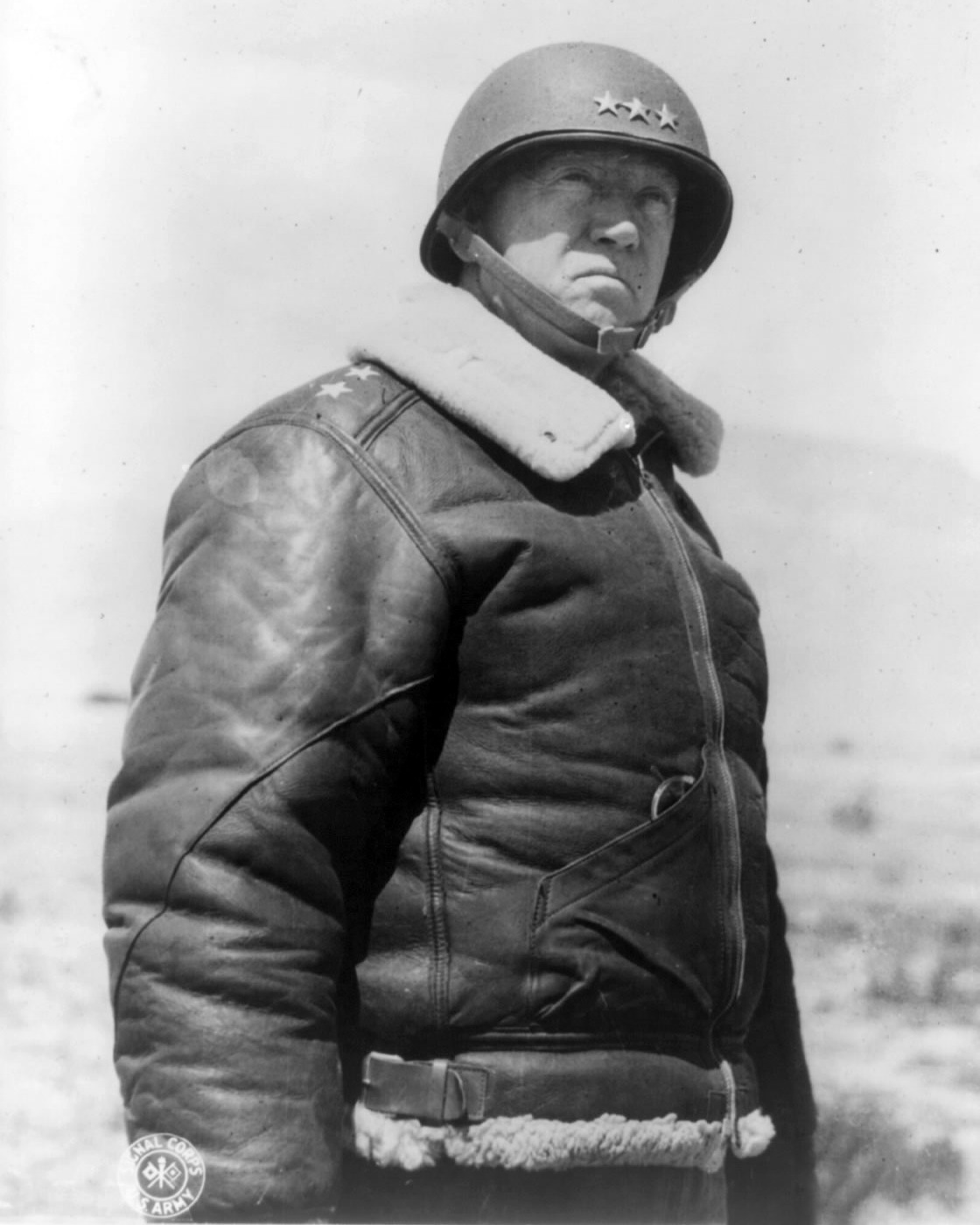
ジョージ・S・パットン中将（1943年）

第3軍に対するパットンの演説（英語: Patton's Speech to the Third Army）、あるいはパットンの演説（Patton's Speech）、ザ・スピーチ（The Speech）とは、ノルマンディー上陸作戦の直前、アメリカ陸軍のジョージ・パットン将軍が指揮下の第3軍に対して行なった演説である。当時から猛将としてその名を知られていたパットンは、戦闘経験の少ない第3軍将兵の士気を高めようと最大限の努力を払っていた。作戦への参加にあたり、パットンは配下の将兵に対し、個人的な恐れを感じようとも軍人としての責務を全うし、また常に継続的かつ積極的な攻撃を試みるように求めた。パットンの演説にはいくらか冒涜的で将校らしくない言葉が含まれていたものの、それらの言葉もまた第3軍の将兵らには非常に受けがよかった。何人かの歴史家は、この演説はパットンが行なったもののうち偉大な1つであり、また歴史上最も偉大な動機付けの演説であったと評している。
この演説を元に、いくらか冒涜的な表現を除して短縮したものが、1970年の映画『パットン大戦車軍団』で使用された。映画の冒頭にて、巨大な星条旗をバックにジョージ・C・スコット演ずるパットンが演説を行うのである。以後、パットンの演説は一般にも広く知られるようになり、大衆文化における国民的英雄(Folk Hero)たるパットン像が確立されていった。

## 背景
1944年1月、ジョージ・パットン中将は第3軍司令官に着任した。パットン着任時、第3軍は英本土へ到着したばかりで、その大部分を戦闘未経験の将兵が占めていた。パットンに課せられた任務は、ナチス・ドイツに対する反撃の第一段階でもあるオーバーロード作戦（ノルマンディー上陸作戦）に向けて第3軍の将兵を鍛え直すことであった。

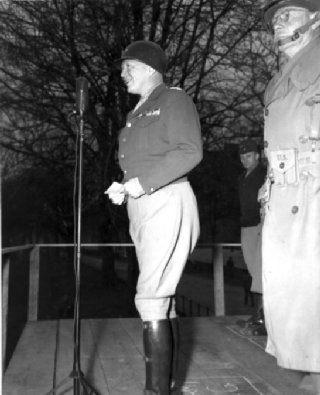
1944年4月1日、北アイルランドにて配下の将兵に対して演説を行うパットン

当時、パットンは実戦経験豊富で非常に影響力のある軍事指導者と見なされており、また部下を鼓舞する際にしばしば巧みな演説を行う事も知られていた。この演説は彼がこれまでに読んだ書物や自らの経験に関する話題を元に構成されていた。こうした演説の際、パットンは彼自身が軍に対して抱く独特の信念に基づく派手で粗野な言葉遣いを好んだ。彼のやや古風な信念は普段の振る舞いにも現れており、例えば彼は象牙のグリップを備えた装飾入りのS&W M27 .357マグナム拳銃を愛用していたし、しばしば儀礼用の磨かれたヘルメットと乗馬ズボン、騎兵用長靴を身につけて戦場に立った。また彼のジープには前方および後方に大きな階級章プレートが取り付けられ、遠くまで聞こえるようにと通常よりも大きな音を出すクラクションを備えていたという。北アフリカ戦線での第2軍団の再構築や、1943年のシチリア侵攻における第7軍の采配から、パットンが優れた野戦指揮官である事は知られており、戦闘中でも彼の訪問を受けると将兵の士気は非常に高まったという。パットンは常に英陸軍のバーナード・モントゴメリー将軍と名声を競い合っていたが、兵士殴打事件の後には一時左遷され大きく水をあけられる事になった。
この演説にあたり、パットンは連合軍最高司令官ドワイト・D・アイゼンハワー将軍の要請により、報道機関からの注目を集めないよう努めた。パットンは欺瞞作戦『フォーティテュード作戦』における重要人物の1人であり、「猛将パットン」の存在はドイツ側に、「カレー上陸を計画する第1軍集団」なる架空の大部隊の存在を信じこませることになる。パットンは演出的な効果を期待して、彼のトレードマークでもあった儀礼用ヘルメット、正装用の軍服、乗馬ズボン、騎兵用ブーツを身につけ、さらに乗馬鞭を手にして演説に臨んだ。また、演説中は彼自身が「戦争の顔」(war face)と呼んでいた顰めっ面を浮かべていたという。メルセデス・ベンツに乗って現れたパットンは、聴衆に囲まれた演説台の上で演説を始めた。この時の聴衆は師団相当の規模（15,000人）とも、それを上回っていたとも言われる。

## 演説
パットンは1944年2月から英本土において配下の各部隊に対する演説を開始した。演説自体は複数回行われているが、最も有名な演説は1944年6月5日、いわゆるD-dayの前日に行われたとされている。第3軍は上陸作戦そのものには参加していなかった為、パットン自身は作戦の発動日時を知らされていなかったが、いずれにしてもヨーロッパへの派遣に向けて将兵の士気を維持するべく、パットンは演説を行ったのである。演説は部隊ごとに複数回行われたが、パットンは原稿を用意せず即興で演説に臨んだ為、大まかな内容自体は変わらなくても、演説の度に話題の順序や細部の言葉遣いなどが変化した。例えば顕著な違いの1つとして、1944年5月31日の第6機甲師団に対する演説の例が挙げられるだろう。第6師団に対する演説にのみ、パットンは次のような一節を挟んだ。
パットンの言葉は後に何人かの兵士によって文章に書き起こされているが、これらの文章の間でも言い回しなどに差異が現れている。
歴史家のテリー・ブライトンはギルバート・クック、ホバート・ゲイなどを始めとする多くの軍人によって書かれた回顧録を元に、概ね完全な演説の全文を再現した。パットンは日記の中で一連の演説について、「私は全ての言葉において、戦いと殺しを強調した」(as in all of my talks, I stressed fighting and killing.)とだけ記している。
この演説は後に、「パットンの演説」や「ザ・スピーチ」の通称で知られていく事になる。

## 影響
この演説はパットン指揮下の将兵の間では非常に好評だった。元々のパットン自身の人気もあり多くの将兵が聴衆として集まったが、彼らはパットンの演説を静かに聞いていたという。パットンの荒っぽく下品な言葉遣いもおおむね好評だった。パットンはまた、聴衆達を笑わせようといくらか演説にユーモアを込めていたとされ、兵士たちもこの演説を楽しんでいた様子だったという。特にパットンの乱暴で下品な言葉遣いはいわゆる「兵舎語」(the language of the barracks)の一環として受け止められ 、下士官兵たちに好評だった。
下士官兵らには快く受け止められた「兵舎語」だが、一方で将校の間ではこれを将校に相応しくない言葉遣いと受け止め不愉快に思う者もいたという。こうした将校らは回顧録などでパットンの演説を文章に書き起こすにあたり、「bullshit」を「baloney」に、「fucking」を「fornicating」に置き換えるなどの訂正を行っている。ある文献では、「我々は敵のタマを保持する」(we're going to hold the enemy by the balls)という箇所を「我々は敵の鼻を保持する」(we're going to hold the enemy by the nose.)と訂正されている。パットンの荒っぽく下品な言葉遣いについては、多くの批評家がパットンの元部下オマール・ブラッドレー将軍との対比を見出している。ブラッドレーはパットンと対照的な性格であり、彼らは個人的にも仕事の上でもしばしば衝突した事が知られる。ブラッドレーから言葉遣いを注意された折、パットンは家族に宛てた手紙の中で次のように触れている。

部下に重要な事をしっかり覚えてほしいと望む時、私は一層と汚い言葉を使うのだ。それはアフタヌーンティーパーティーに参加する小柄な老婆たちには素敵には聞こえないかもしれないが、我が将兵がものを覚える助けにはなる。暴言無しに軍隊は動かせず、またそれは説得力のある暴言でなければならない。暴言のない軍隊は戦えず、小便浸しの紙袋から抜けだせまい。
When I want my men to remember something important, to really make it stick, I give it to them double dirty. It may not sound nice to a bunch of little old ladies, at an afternoon tea party, but it helps my soldiers to remember. You can't run an army without profanity, and it has to be eloquent profanity. An army without profanity couldn't fight its way out of a piss-soaked paper bag.
—ジョージ・パットン、
パットンに率いられた第3軍は1944年7月にノルマンディへ上陸して西部戦線各地を転戦し、8月中にはファレーズ包囲に参加、12月にはバルジの戦いにおけるバストーニュへの救援を行った。第3軍が実現した迅速な攻勢こそ、パットンが演説の中で求めていたものに他ならなかった。
歴史家はこの演説をパットンの最高傑作と見なすものもいる。例えばテリー・ブライトンは、パットンの演説はシェイクスピアの史劇『ヘンリー五世』の演説（St Crispin's Day Speech）を超える史上最高の戦時における名演説と評している。アラン・アクセルロッドは、彼が知る名言の中でも特に印象的なものだと評している。
1970年の映画『パットン大戦車軍団』公開の後、この演説は大衆文化にも取り込まれるようになった。映画のオープニングにて、ジョージ・C・スコット演じるパットンは、大きな星条旗の前で演説を行う。この演説は「かつて祖国の為に死ぬことで戦争に勝ったロクデナシなどいなかった。」という引用から始まる。オリジナルの演説と比べると内容がいくらか省略されており、またパットンが実際にはユーモラスなアプローチから演説を行ったのと対照的に、スコットは非常に真剣かつ無愛想な様子でこれを演じている。しかしスコットはこの演技をもってアカデミー主演男優賞を受賞しており、またスコットの演じたパットンは大衆文化における国民的英雄(Folk Hero)たるパットン像の象徴となった。